# Rūta Rutkelytė
Rūta Rutkelytė (* 10. Juni 1960 in Marijampolė) ist eine litauische Unternehmerin und konservative Politikerin.

## Leben
Nach dem Abitur 1978 an der 9. Mittelschule Kaunas absolvierte sie 1985 ein Studium der litauischen Sprache und Literatur an der Fakultät für Philologie der Vilniaus valstybinis universitetas und promovierte 1990 in Philosophie. Sie bildete sich weiter an der Goethe-Universität in Frankfurt am Main. Von 1988 bis 1991 lehrte sie am Vilniaus inžinerinis statybos institutas. 1991 gründete sie das deutsch-litauische Unternehmen „R.R. W. Medical Trade“ („Vokiečių vaistinė“), das sie bis 1996 leitete. Von 1996 bis 2000 und von 2008 bis 2012 war sie Abgeordnete im Seimas.
Von 1995 bis 2003 war Rutkelytė Mitglied der liberalen Zentrumsunion, seit 2007 gehört sie der Partei Vaterlandsunion - Litauische Christdemokraten an.
Rūta Rutkelytė ist Witwe. Sie war in zweiter Ehe mit Kęstutis Glaveckas (1949–2021) verheiratet. Aus ihrer ersten Ehe hat sie einen Sohn und eine Tochter.